# Estádio Olímpico Hammadi Agrebi
O Estádio Olímpico Hammadi Agrebi (em francês: Stade Olympique Hammadi Agrebi), anteriormente conhecido como Estádio 7 de Novembro (em francês: Stade 7 Novembre) ou ainda como Estádio Olímpico de Radès (em francês: Stade Olympique de Radès), é um estádio multiuso localizado em Radès, cidade pertencente à região metropolitana de Tunes, capital da Tunísia, sendo o maior estádio do país em termos de capacidade, podendo abrigar até 65 000 espectadores.
Inaugurado oficialmente em 6 de julho de 2001 para abrigar as cerimônias de abertura e encerramento, bem como as competições de futebol e atletismo dos Jogos do Mediterrâneo de 2001, atualmente é utilizado principalmente para as competições de futebol, sendo a principal casa onde a Seleção Tunisiana de Futebol manda suas partidas amistosas e oficiais.
O estádio também foi uma das sedes oficiais do Campeonato Africano das Nações de 2004, abrigando partidas oficiais válidas pelas quartas-de-final, semifinais e final da competição. É considerado um dos melhores estádios em termos de infraestrutura e uns dos estádios mais vibrantes da África.